# 鈴木啓志
鈴木 啓志（すずき ひろし、1948年3月8日 - ）は、日本の音楽評論家。ブルース、ソウル音楽を専門とする。
北海道函館市に生まれ、3歳より東京都で育つ。横浜国立大学経済学部卒業。大学在学中の1968年に日暮泰文とブルース＆ソウル・ミュージック愛好会を設立。その後、音楽評論家となる。
将棋棋士・花村元司の娘がソウル音楽の関係者で、元来の鈴木の知人であった縁で、2012年に花村の伝記を執筆している。

## 著作

### 単著
- ブルース世界地図 鈴木啓志 著 晶文社 1987
- ミュージック・マガジン増刊 新版R&B、ソウルの世界 ミュージック・マガジン社 1997
- Soul city U.S.A. : 無冠のソウル・スター列伝 鈴木啓志 著 リトル・モア 2000
- 東海の鬼花村元司伝 鈴木啓志 著 日本将棋連盟 2012
- ゴースト・ミュージシャン = GHOST MUSICIANS : ソウル黄金時代、アメリカ南部の真実 鈴木啓志 著 DU BOOKS 2013

### 共著編
- U.S.ブラック・ディスク・ガイド 鈴木啓志 編 ブルース・インターアクションズ 1994
- ブラックミュージック"名盤"入門! 桜井ユタカ, 鈴木啓志 選盤&解説 宝島社 2004 (別冊宝島 ; 934号)

### 監修
- 初めてのブルース!! 鈴木啓志 監修・執筆 富士美出版 2004 (富士美ムック)

## 録音資料
- ディープ・ソウル 決定版 鈴木啓志 Blues Interactions 2001
- はじめてのブルース morning side : universal music presents 鈴木啓志 監修 ユニバーサルミュージック 2004
- はじめてのブルース midnight side : universal music presents 鈴木啓志 監修 ユニバーサルミュージック 2004
- はじめてのブルース evening side : universal music presents 鈴木啓志 監修 ユニバーサルミュージック 2004
- ディス・イズ・リアル!-ケント/モダン・ディープ・ソウル・トレジャーズ This is real!-Kent/Modern deep soul treasures : 2013年リマスター盤 鈴木啓志 監修 P-VINE 2013
- ブランズウィック/ダカーソウル・ストリーム Brunswick/Dakar soul stream vol. 1 (ザ・スィーテスト・シング) 鈴木啓志 選曲 ウルトラ・ヴァイヴ 2015
- ブランズウィック/ダカーソウル・ストリーム Brunswick/Dakar soul stream vol. 2 (ドゥ・ザ・タイトゥン・アップ) 鈴木啓志 選曲 ウルトラ・ヴァイヴ 2015
- デライトフル&ソウルフル De-Liteful and soulful : 日本独自企画盤 メロウ・ムーヴァー 鈴木啓志 選曲 ウルトラ・ヴァイヴ 2017
- 500アトランティックR & B/ソウル・シングルズ 500 Atlantic R & B/soul singles vol. 1 (1964-65) 鈴木啓志 選曲 ワーナーミュージック・ジャパン 2017
- 500アトランティックR & B/ソウル・シングルズ 500 Atlantic R & B/soul singles vol. 2 (1965) 鈴木啓志 選曲 ワーナーミュージック・ジャパン 2017
- ブランズウィック/ダカー・ソウル・ストリーム Brunswick/Dakar soul stream vol. 3 (ユア・ラヴ・コントロールズ・マイ・ワールド) 鈴木啓志 選曲 ウルトラ・ヴァイヴ 2017
- 500アトランティックR & B/ソウル・シングルズ 500 Atlantic R & B/soul singles vol. 3 (1965-66) 鈴木啓志 選曲 ワーナーミュージック・ジャパン 2018
- 500アトランティックR & B/ソウル・シングルズ 500 Atlantic R & B/soul singles vol. 4 (1966-67) 鈴木啓志 選曲 ワーナーミュージック・ジャパン 2018